# Gangsta Love
Gangsta Love è un singolo della cantante italiana Rose Villain, pubblicato il 12 novembre 2021.
Il brano vede la collaborazione del rapper Rosa Chemical.

## Tracce
Testi di Andrea Ferrara, Manuel Franco Rocati, Rosa Luini, musiche di Andrea Ferrara.
1. Gangsta Love – 2:56